# Unità geocronologica
| m cUnità in stratigrafia e geocronologia |                 |                                             |
| Cronostratigrafiche                      | Geocronologiche | Intervallo temporale (Ma = milioni di anni) |
| Eonotema                                 | Eone            | mezzo miliardo di anni                      |
| Eratema                                  | Era             | molte centinaia di Ma                       |
| Sistema                                  | Periodo         | da 22 a 80 Ma                               |
| Serie                                    | Epoca           | decine di Ma                                |
| Piano                                    | Età             | da 2 a 10 Ma                                |
| Cronozona                                | Chron           | non usate nella scala ICS                   |

Una unità geocronologica è un intervallo di tempo corrispondente a quello durante il quale si è deposto un insieme di rocce corrispondenti ad una unità cronostratigrafica. 
Mentre l'unità geocronologica è un'entità immateriale (un intervallo di tempo), l'unità cronostratigrafica è un oggetto materiale (le rocce). Le unità geocronologiche sono categorizzate in modo gerarchico e ad ognuna di esse corrisponde un'unità cronostratigrafica.
L'unità geocronologica di base (dalla quale si parte per definire tutte le altre) è l'Età. Le unità geocronologiche vengono definite allo scopo di ricostruire una Scala Geocronologica Standard da utilizzare a livello globale per lo studio del passato geologico.
Le unità geocronologiche suddividono il tempo in una scala gerarchica basata sull'importanza dei cambiamenti avvenuti nel corso di milioni di anni alle specie viventi, trasformatesi ad opera del processo irreversibile dell'evoluzione.
Altre unità importanti in geologia sono le unità litostratigrafiche, le unità biostratigrafiche, le unità cronostratigrafiche e le unità magnetostratigrafiche.
Più in generale si parla di "formazioni o unità stratigrafiche" (o anche unità rocciose o geologiche) quando si vuole indicare in maniera generale un complesso di rocce e di terreni distinti lateralmente e verticalmente dagli adiacenti per una o più caratteristiche di ordine geologico o paleontologico.